# Nesoleon boschimanus
Nesoleon boschimanus is een insect uit de familie van de mierenleeuwen (Myrmeleontidae), die tot de orde netvleugeligen (Neuroptera) behoort. 
Nesoleon boschimanus is voor het eerst wetenschappelijk beschreven door Péringuey in 1910.